# Water-polo aux Jeux olympiques d'été de 1984
Navigation
Moscou 1980 Séoul 1988
Le tournoi de water-polo aux Jeux olympiques d'été de 1984 se tient à Los Angeles, aux États-Unis, du 1er au 10 août 1984. Il s'agit de la dix-neuvième édition de ce tournoi depuis son apparition au sein du programme olympique lors des Jeux de 1900 ayant eu lieu à Paris.
Les fédérations affiliées à la FINA participent par le biais de leur équipe masculine aux épreuves de qualification. Onze équipes rejoignent ainsi les États-Unis, nation hôte de la compétition, pour s'affronter lors du tournoi final.

## Classement final
Le classement final s'établit comme suit :
| Rang | équipe      | joué | V | N | D | BP | BC | Pts |
| ---- | ----------- | ---- | - | - | - | -- | -- | --- |
| 1    | Yougoslavie | 5    | 4 | 1 | 0 | 47 | 33 | 9   |
| 2    | États-Unis  | 5    | 4 | 1 | 0 | 43 | 34 | 9   |
| 3    | RFA         | 5    | 2 | 1 | 2 | 49 | 34 | 5   |
| 4    | Espagne     | 5    | 1 | 2 | 2 | 42 | 46 | 4   |
| 5    | Australie   | 5    | 1 | 1 | 3 | 37 | 48 | 3   |
| 6    | Pays-Bas    | 5    | 0 | 0 | 5 | 25 | 48 | 0   |

Classement du groupe de consolation :
| Rang | équipe | joué | V | N | D | BP | BC | Pts |
| ---- | ------ | ---- | - | - | - | -- | -- | --- |
| 7    | Italie | 5    | 4 | 1 | 0 | 63 | 34 | 9   |
| 8    | Grèce  | 5    | 3 | 2 | 0 | 52 | 41 | 8   |
| 9    | Chine  | 5    | 3 | 0 | 2 | 44 | 39 | 6   |
| 10   | Canada | 5    | 1 | 1 | 3 | 40 | 48 | 3   |
| 11   | Japon  | 5    | 1 | 0 | 4 | 30 | 55 | 2   |
| 12   | Brésil | 5    | 0 | 2 | 3 | 40 | 52 | 2   |

## Composition des équipes

### Australie
Michael Turner, Richard Pengelley, Robert Bryant, Peter Montgomery, Russell Sherwell, Andrew Kerr, Raymond Mayers, Charles Turner, Martin Callaghan, Christopher Wybrow, Russell Basser, Julian Muspratt, Glenn Townsend. 

### Brésil
Roberto Borelli, Orlando Chaves, Paulo Abreu, Carlos Carvalho, Silvio Manfredi, Solon Santos, Ricardo Tonieto, Eric Tebbe Borges, Mario Souto, Mario Sergio Lotufo, Fernando Carsalade, Helio Silva,  André Campos.

### Canada
Rick Zayonc, Alexander Juhasz, George Gross, Sylvain Huet, John Anderson, Paul Pottier, Simon Deschamps, Brian Collyer, Bill Meyer, Rene Bol, Gordon Vantol, Geoff Brown (water-polo), Dominique Dion.

### Chine
Deng Jun, Wang Xiaotian, Bong Weigang, Li Jianming,
Huang Ying (water-polo), Cai Tianxiong, Qu Baowei, Zhao Bilong, Chen Zhixiong, Cai Shengliu, Pan Shenghua, Huang Long, Guan Shishi.

### Grèce
Ioannis Vossos, Spyros Capralos, Sotirios Stathakis, Andreas Gounas, Kiriakos Giannopoulos, Aristidis Kefalogiannis, Anastasios Papanastasiou, Dimitrios Seletopoulos, Antonios Aronis, Markellos Sitarenios, George Mavrotas, Xenofon Moudatsios, Stavros Giannopoulos.

### Italie
Roberto Gandolfi, Alfio Misaggi, Andrea Pisano, Antonello Steardo, Mario Fiorillo, Gianni De Magistris, Marco Galli, Marco D'Altrui, Marco Baldineti, Vincenzo D'Angelo, Romeo Collina, Stefano Postiglione, Umberto Panerai.

### Japon
Etsuji Fujita, Yoshifumi Saito, Koshi Fujimori, Shingo Kai, Narihito Taima, Daisuke Houki, Toshio Fukumoto, Toshiyuki Miyahara, Hisayoshi Nagata, Koji Wakayoshi, Hisaharu Saito, Shinji Yamasaki, Asami Oura.

### Pays-Bas
Johan Aantjes, Stan van Belkum, Wouly de Bie, Ton Buunk, Ed van Es, Anton Heiden, Nico Landeweerd, Aad van Mil, Ruud Misdorp, Dick Nieuwenhuizen, Eric Noordegraaf, Roald van Noort,  Remco Pielstroom.

### Espagne
Leandro Ribera, José Morillo, Felix Fernandez, Alberto Canal, Manuel Estiarte, Pedro Robert, Rafael Aguilar, Jorge Signes, Antonio Aguilar, Jorge Carmona, Jordi Sans, Jorge Neira,  Mariano Moya.

### États-Unis
Craig Wilson, Kevin Robertson, Gary Figueroa, Peter Campbell, Douglas Burke, Joseph Vargas, Jon Svendsen, John Siman, Andrew McDonald, Terry Schroeder, Jody Campbell, Tim Shaw,  Christopher Dorst.

### RFA
Peter Rohle, Thomas Loebb, Frank Otto, Rainer Hoppe, Armando Fernández, Thomas Huber, Jürgen Schroder, Rainer Osselmann, Hagen Stamm, Roland Freund, Dirk Theismann, Santiago Chalmovsky,  Werner Obschemikat.

### Yougoslavie
Milorad Krivokapic, Deni Lusic, Zoran Petrović, Bozo Vuletic, Veselin Đuho, Zoran Roje, Milivoj Bebic, Perica Bukic, Goran Sukno, Tomislav Paskvalin, Igor Milanovic, Dragan Andrić,  Andrija Popovic.